# Штявнічка (притока Бистрянки)
Штявнічка (словац. Štiavnička) — річка в Словаччині; ліва притока Бистрянки довжиною 13.5 км. Протікає в окрузі Брезно.
Витікає в масиві Низькі Татри на висоті 1180 метрів. Протікає територією сіл Яраба; Мито-под-Дюмб'єром і Бистра.
Впадає у Бистрянку на висоті 559 метрів.